# Keltische Religion
Als keltische Religion wird von der Keltologie die Summe der Institutionen, Riten oder Zeremonien zu bestimmten, den Göttern oder den Verstorbenen gewidmeten Anlässen bezeichnet, die bei den Kelten vor der Christianisierung bestanden. Die Gesamtheit der religiösen und mythischen Erzählungen der Kelten wird hingegen im Artikel keltische Mythologie zusammengefasst. Da die unter dem Begriff Kelten erfassten Völker keine einheitliche Kultur und Politik ausgebildet hatten, sind weder Religion noch Mythologie der Kelten eine geschlossene Einheit.
Die religiöse Praxis der Kelten umfasst insgesamt den heiligen Ort, die heilige Zeit, die kultischen und magischen Verrichtungen – Opfer, Gebet und Mantik (Weissagung) –, den Kopfkult, das Sterben und das Totengedenken, das Kultpersonal und die diesem Brauchtum zugrundeliegenden Vorstellungen. Sie ist durch Berichte antiker Autoren und vor allem durch die große Zahl von archäologischen Funden etwas besser belegt als die keltische Götterwelt und die keltische Mythologie. Da jedoch aus Fundstücken und wesentlich später verfassten Texten Glaubensinhalte und dazugehörende Rituale nur unsicher bis gar nicht erschlossen werden können, ist die keltische Religion ebenfalls nur unvollständig rekonstruierbar.

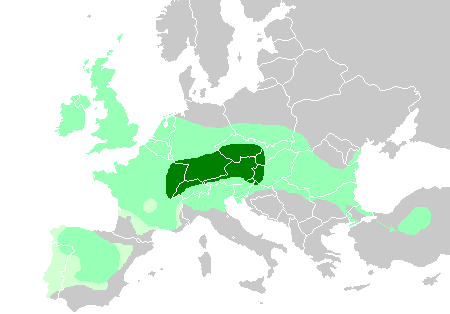
Verbreitung der Kelten (dunkel – frühe Verbreitung [500 v. Chr.], hell – maximale Ausdehnung [300 v. Chr.])

## Grundlagen und Quellensuche
„Wo explizite Beschreibungen des religiösen Systems und seiner Glaubensinhalte nicht vorliegen oder dieses System sich nicht in literarischen Zeugnissen selbst manifestiert (wie in der griechisch-römischen oder der nordgermanischen Überlieferung), ist es sehr schwer, wenn nicht unmöglich, aus den äußerlichen Manifestationen – aus Kultstätten, Altären, Opfern, Weihgaben, Götterstatuen und Götternamen –, die ihrerseits erst der Interpretation bedürfen, auf den wesentlichen Inhalt und den inneren Zusammenhang des Systems zu schließen.“

Da es keine schriftlichen Aufzeichnungen aus der keltischen Frühgeschichte gibt, beschränkt sich das Wissen über die Religion dieser Völker auf die mittelalterlichen Aufzeichnungen inselkeltischer Mythen und Sagen, auf Berichte antiker griechischer und römischer Autoren sowie auf die Schlüsse, die aus archäologischen Funden gezogen werden können. Eine Ursache dieser „Schriftverweigerung“ des Kultpersonales wird in der Bestimmung gesehen, dass die Weitergabe besonders des mythischen Wissens ausschließlich mündlich vom Lehrer an seine Adepten erfolgen durfte. Von der profanen Bevölkerung wurde dies nicht so streng eingehalten (siehe auch Oghamschrift).
Bei den inselkeltischen Tradierungen (Überlieferungen) ist zu berücksichtigen, dass sie wesentlich später und schon unter dem Einfluss der bereits erfolgten Christianisierung verfasst wurden – die Autoren waren überwiegend christliche Mönche. Die antiken Autoren verwendeten häufig die gängigen Vorurteile ihrer Zeit gegen die Barbarenvölker und kamen dadurch zu einem verzerrten Bild der keltischen Religion. Korrigierend sind oft die Ergebnisse der Archäologie, die nach den Artefakten ein nüchterneres Bild der keltischen Kultur zu geben vermögen.
Helmut Birkhan nennt folgende nach ihrer wissenschaftlichen Verlässlichkeit sortierte Quellen für die Erforschung der keltischen Religion:
- Indigene (von den Kelten verfasste) lateinische oder gallische Texte (Weihesteine, Fluchtafeln)
- Antike Autoren (Poseidonios, Gaius Iulius Caesar, Marcus Tullius Cicero, Diodor, Strabon, Publius Cornelius Tacitus, Marcus Annaeus Lucanus und andere)
- Archäologische Funde in Form indigener Bilder (Darstellungen ohne oder mit ganz knappen begleitenden Inschriften)
- Andere archäologische Funde (aus Gräbern, Kultorten wie Hainen und Quellen[9])
- Etymologien und andere sprachwissenschaftliche Argumente
- Indogermanische Parallelen (Sprache, Dichtform, Religion)
- Inselkeltische literarische Quellen (walisische und irische Sagenkreise)
- Späteres Brauchtum, vor allem bei den Inselkelten sowie in der Bretagne (volkstümliches Brauchtum, das auf alte Mythen zurückzuführen ist)
- Neuzeitliche Erzähltradition (z. B. Märchen) ebenfalls meist bei den Inselkelten und in der Bretagne

## Heiliger Ort und Kultbildnis
Schon in vorkeltischer Zeit waren Höhlen, Felsspalten, Gewässer und andere markante Landschaftspunkte bevorzugte Opferplätze. Wie Funde beweisen, wurden diese Plätze kontinuierlich von den Kelten weiter benutzt, wie das Heidentor bei Egesheim (Landkreis Tuttlingen). Die einer wesentlichen Epoche der Keltenzeit den Namen gebende Fundstätte bei La Tène wird nach neueren Forschungsergebnissen als Kult- und Opferstätte gesehen, ebenso der See Llyn Cerrig Bach auf der britischen Insel Anglesey für die Zeit vom 2. bis zum 1. Jahrhundert v. Chr. Bei Lucanus ist eine ausführliche Schilderung eines Heiligen Haines bei Massilia (Marseille) mit Altären, rohbehauenen Götterbildern und von Blutopfern besprengten Bäumen zu lesen. Die moderne Forschung sieht darin das klassische literarische Klischee für den archaischen Charakter der keltischen Gebräuche.
In späterer Zeit wurden viele der Opferplätze in baulich ausgestaltete Kultstätten umgewandelt. Die keltische Bezeichnung für einen abgegrenzten Sakralbezirk, später für ein architektonisches Heiligtum, war vermutlich nemeton, mit dem griechischen νέμος (Waldung), dem lateinischen nemus (Gehölz) und dem altsächsischen nimid verwandt. Die Begrenzung erfolgte in vorrömischer Zeit durch Wall, Graben und Palisadenzäune, was von den antiken Autoren zwar nicht erwähnt wird, sich durch Ausgrabungen von Viereckschanzen jedoch nachweisen lässt. Ob der keltische Kultbezirk als Wohnort eines Gottes gesehen wurde, wie bei den griechischen und römischen Tempeln, ist nicht feststellbar. Dass dies nur Opferplätze gewesen seien, wird durch die Archäologie eher bestätigt. Eine spätere Nutzung keltischer Sakralbauten als christliche Kirchen ist umstritten und hat nach dem heutigen Wissensstand nur wenige Belege.
Der nicht genau lokalisierbare Versammlungsort der Galaterstämme in Kleinasien, drunémeton (Δρυνέμετον), dürfte ebenfalls ein Kultplatz gewesen sein, da er von Druiden betreut wurde.

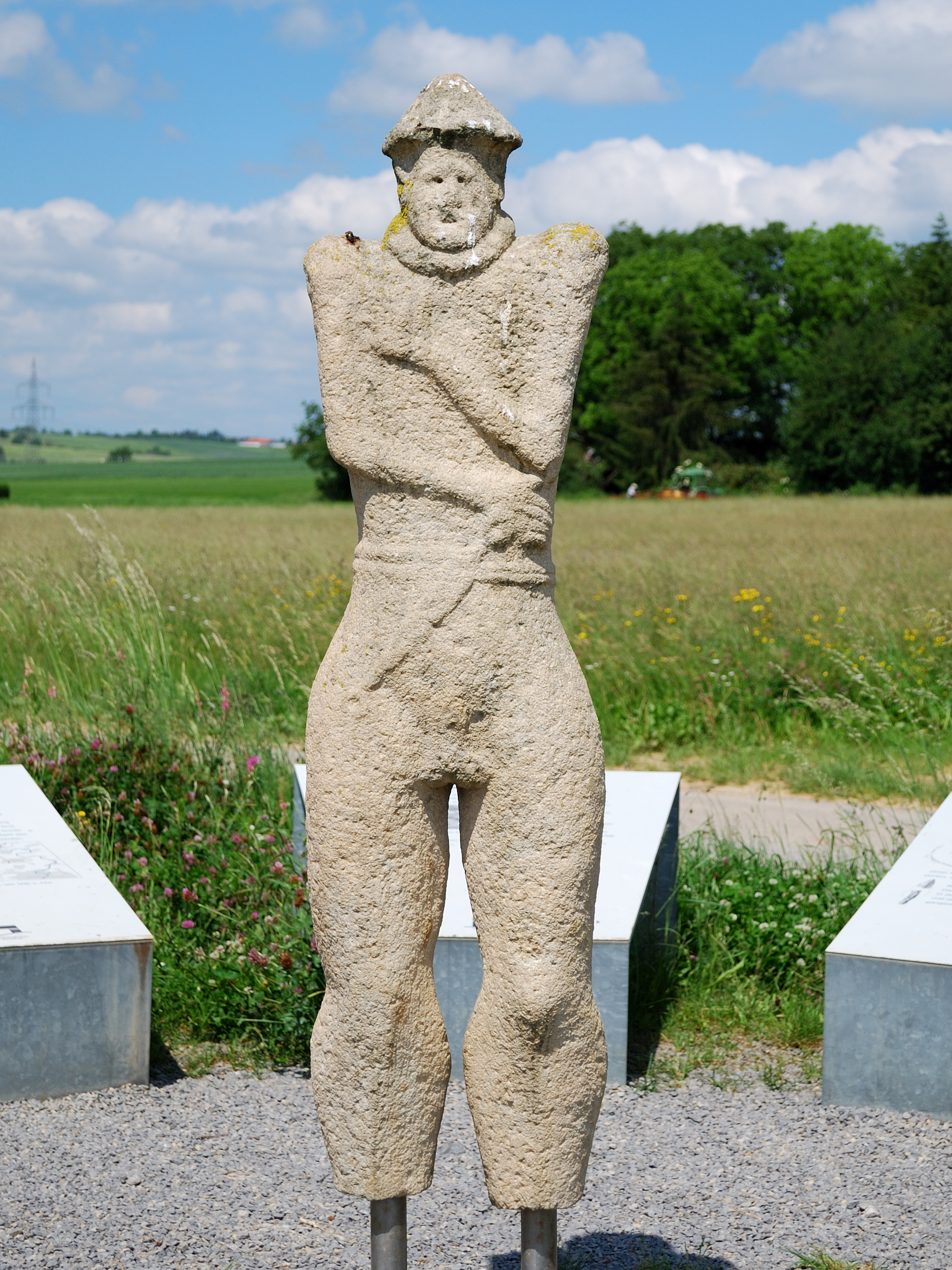
Der „Krieger von Hirschlanden“, Nachbildung der Statue am Fundort

Die in den mittelalterlichen Erzählungen genannten Kultbildnisse sind eher ohne religionsgeschichtlichen Wert, da sie die christlichen Vorstellungen einer auf Bilderverehrung (Idolatrie) fixierten heidnischen Religion verdeutlichen wollen. Die Archäologie fand Skulpturen aus der späten Hallstatt- und frühen Latènezeit, deren Vorbilder über die Etrusker aus dem Mittelmeerraum kamen. Beispiele sind der so genannte Krieger von Hirschlanden und der Fürst vom Glauberg (beide um 500 v. Chr.), bei denen es sich allerdings kaum um Sakralstatuen, sondern eher um Ahnenkult handeln dürfte. Die Statuenbruchstücke aus Entremont und Roquepertuse (siehe Keltischer Kopfkult), Mšecké Žehrovice (Böhmen) und aus der Viereckschanze bei Fellbach-Schmiden stammen ebenfalls aus Kultbezirken. Auch die Reliefdarstellungen auf dem Kessel von Gundestrup werden als anthropomorphe (menschengestaltige) Gottheiten angesehen.
In Irland wurden kaum Kultbildnisse gefunden, die mit Sicherheit der vorchristlichen Zeit zuzuordnen wären. Die Sheela-na-Gig-Steinskulpturen, Frauenfiguren, die aggressiv ihre Vulva zur Schau stellen, werden als apotropäisch (Dämonen und Unheil abwehrend) gedeutet. Auch ihr Auftreten wird nur bedingt mit der vorchristlichen Zeit in Verbindung gebracht, da ihre Ursprünge in der mittelalterlichen französisch-spanischen Grenzregion angenommen werden.
Eine wichtige Rolle bei Kult und Zeremonien hat der Kessel zu erfüllen (→ siehe Hauptartikel Keltischer Kesselkult).

## Heilige Zeit
Nach Birkhan sind zwei Kalender- und Festsysteme im Celticum zu unterscheiden: ein (möglicherweise druidischer) Mond-Sonnen-Kalender, der durch Fragmente aus Gallien belegt ist, und der eher bäuerliche Jahreskreis, gegliedert in die vier großen Feste Imbolg, Beltane, Lughnasadh und Samhain. Schon in Caesars De bello Gallico (VI, 18) wird auf eine Eigenheit des keltischen Kalendersystems hingewiesen:

„Alle Gallier rühmen sich, von Dis Pater abzustammen, […] Deshalb bestimmen sie sämtliche Zeiträume nicht nach der Anzahl der Tage, sondern der Nächte. Die Geburtstage sowie die Anfänge der Monate und Jahre berechnen sie so, dass der Tag auf die Nacht folgt.“

Das ist heute noch an dem walisischen Wort wythnos (Woche, eigentlich acht Nächte) sowie dem englischen fortnight (14 Tage, eigentlich 14 Nächte) zu erkennen. In den modernen Begriffen Weihnachten, Halloween (= hallow even) und Sonnabend ist ebenfalls dieses System zu erkennen.

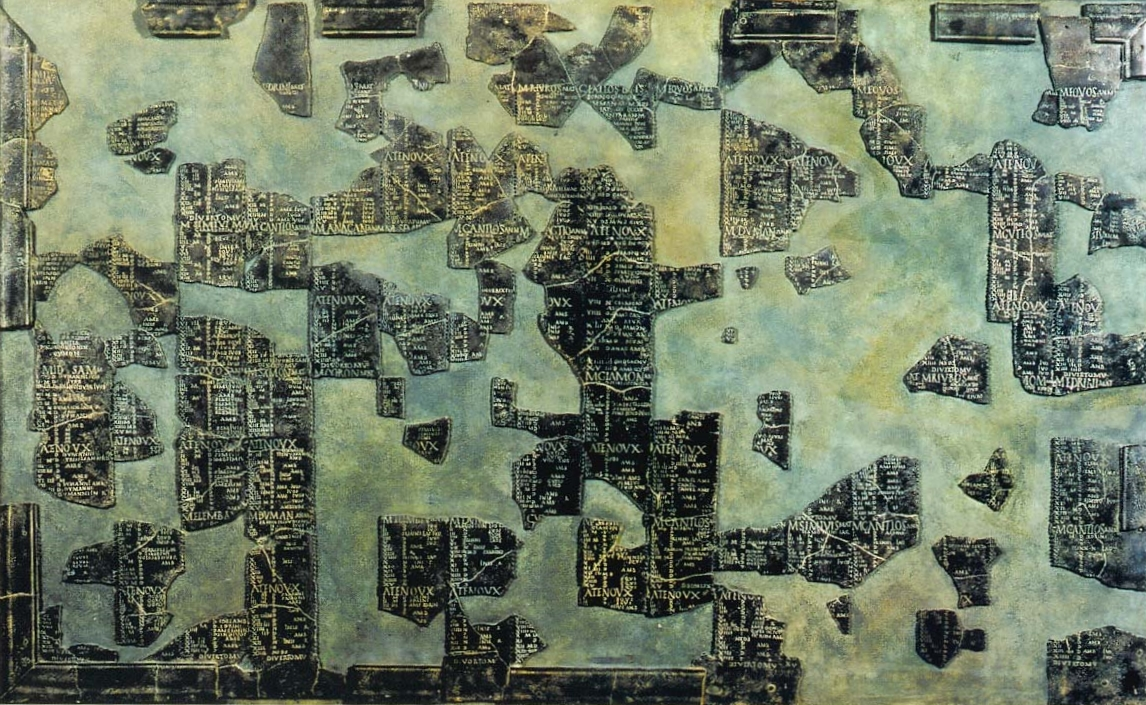
Kalender von Coligny

Ein für die Forschung besonders ergiebiger Kalenderfund war der von Coligny (Département Ain) im November 1897. Neun weitere Fragmente stammen aus Funden bei Villards-d’Héria (Département Jura). Jedoch nennt der Kalender von Coligny keine religiösen Feste und keine Götternamen; die in einigen Monatsnamen dennoch vermuteten sind eher zweifelhaft.
Der irische Jahreskreis mit den vier oben genannten Festen ist im Unterschied zum Mond-Sonnen-Kalender aus Coligny auf der Grundlage des Sonnenjahres aufgebaut. Der Jahresbeginn und gleichzeitig der Beginn des Winterhalbjahres wird traditionell mit Samhain (anderthalb Monate nach der Herbst-Tagundnachtgleiche) angenommen. Es folgt Imbolg (anderthalb Monate nach der Wintersonnenwende) der Frühlingsbeginn, Beltane (anderthalb Monate nach der Frühlings-Tagundnachtgleiche) markiert den Sommerhalbjahresbeginn und Lughnasadh (anderthalb Monate nach der Sommersonnenwende) den Herbstbeginn. Daraus ist der direkte Bezug zum bäuerlichen Jahreskreis erkennbar, der gleichzeitig in diesen Festen Fixpunkte des religiösen Brauchtumes fand und in adaptierter Form, an das Christentum angepasst, heute noch findet.
Zu Samhain waren die Síd (Elfenhügel) offen und die Menschen konnten mit den Bewohnern der Anderswelt in Verbindung treten – eine neuzeitliche Entsprechung findet dies im Halloweenfest. Zu Imbolg fanden Fruchtbarkeitsrituale statt – das Fest wird noch heute als Tag der heiligen Brigid (Lá ʼle Bríde) begangen. Zu Beltane wurden die Herdfeuer gelöscht und dann mit Stahl und Stein wieder entzündet – auch jetzt gibt es noch ähnliche Feuer-Zeremonien (siehe Osterfeuer). Zu Lughnasadh wurde des Gottes Lugh und seiner an diesem Tage verstorbenen Ziehmutter Tailtiu gedacht und mit den Wesen aus der Anderen Welt an den Gräbern Verstorbener Kontakt aufgenommen – von den Christen wurde das Fest Lammas (angloirisch) benannt.

„Wie man sieht, spielen hier die Sonnwendtage und die Tag- und Nachtgleichen keine Rolle!“

## Kulthandlungen

### Gebete und Zaubersprüche
Über den Wortlaut von Gebeten und die dabei eingenommene Körperhaltung kann mangels Berichten aus der vorchristlichen Zeit keine fundierte Aussage getroffen werden. Die altirischen (guidid) und kymrischen (gweddio) Wörter für „beten“ stammen bereits aus dem christlichen Kontext. Das Gallische uediíumi (zu finden in einer Inschrift aus Larzac uediíumi Maponom, „ich …(?) den Maponos“) dürfte mit kymrisch gŵydd („Gegenwart“) oder irisch fíad („Gesicht“) verwandt sein. Das irische adraid („anbeten“) ist bereits ein Lehnwort vom lateinischen adoro. Die oft bezeugte Haltung mit zum Himmel gereckten Armen muss nicht unbedingt eine Gebetshaltung sein, sie wird beispielsweise von Amergin bei seiner Beschwörung gegen die Túatha Dé Danann und von den Druiden der Insel Anglesey beim Verfluchen der landenden Römer berichtet. Auch ist auf festlandskeltischen Darstellungen oft die Gottheit selbst in dieser Haltung abgebildet (wie der angebliche „Cernunnos“ aus dem Valcamonica und eine Figur auf dem Kessel von Gundestrup).
Inwieweit die mehrfach belegten Zaubersprüche mit Gebeten gleichzusetzen sind, ist in Fachkreisen strittig. Beispiele dafür sind Amergins oben genannter Spruch; weiters Fíth-fáth (schottisch-gälisch), féth-fíada (irisch, „Zaubernebel“), ein Zauber zur Verwandlung (in Tiere) und zum Unsichtbar-Machen schließlich Glám dícenn (irisch, „improvisierter Schrei“), anghlod (kymrisch), rituelle Verwünschung, die denjenigen, gegen den sie verwendet wird, geistig und körperlich schädigt.
Schwer einzuordnen ist geis, MZ gessi (oder geasa), irisch auch airmert, airmit, von ar-bert, das „Darauftragen“, kymrisch cynnedyf, ein oder mehrere Gebote und Verbote für Einzelpersonen, soziale Gruppen und Volksstämme, im Gegensatz zur rationalen Rechtssatzung, ähnlich einem Tabu. Ähnlich einer Verfluchung wird ein geis häufig von einer zauberkundigen Person einer anderen, meist zu deren Ungunsten, auferlegt.
Die ursprünglich eng mit dem Gebet verbundene Funktion des Gutuater wird im Abschnitt Kultpersonal/Druiden näher erläutert.

### Mantik
Die Mantik (Wahrsagung, Zukunftsdeutung) ist in allen alten Religionen ein wesentliches Element gewesen. Der Versuch, den Willen der Götter für die Zukunft herauszufinden, war die treibende Kraft dafür. Erst das Christentum mit seiner strikten Ablehnung heidnischer Bräuche beendete dies. Da sich die mittelalterlichen schriftlichen Aufzeichnungen bereits daran hielten, sind die wenigen entsprechenden Passagen unter diesem Gesichtspunkt zu werten.

#### Opferschau
Die Opferschau lässt sich aus archäologischen Funden von Menschen und Tieren naturgemäß nicht von den Opferzeremonien sauber trennen, da es praktisch unmöglich ist, an den Knochenresten mantische Praktiken nachzuweisen. Hier sind die antiken Autoren nahezu die einzige Quelle. Diodor zitiert eine Mitteilung des Poseidonios:

„Dann weihten sie nämlich einen Menschen und streckten ihn mit einem Schwertstreich oberhalb des Zwerchfelles nieder. Aus der Art und Weise, wie der Getroffene niederstürzt, aus dem Zucken der Glieder und aus dem Strömen des Blutes weissagen sie die Zukunft, indem sie auf die althergebrachte und bewährte Beobachtung dieser Zeichen vertrauen.“

Pompeius Trogus und Marcus Iunianus Iustinus berichten ausführlich über die Tätigkeit der Opferschauer, Tacitus schreibt von Menschenopfern zum Zweck der Wahrsagung bei den britannischen Kelten. Auch hier sind Opferschauen an Tieren bei den klassischen Autoren kaum vermerkt, da ihnen diese, im Gegensatz zu denen an Menschen, aus der eigenen Religionspraxis zu vertraut waren und deshalb nicht berichtenswert schienen. In den inselkeltischen Sagen wird nirgendwo direkt über Mantik-Opfer berichtet.

#### Zeichendeutung
Die Zeichendeutung, wie das Weissagen aus dem Vogelflug, astronomischen Beobachtungen und anderen außergewöhnlichen Erscheinungen, wird von den antiken Autoren mehrfach erwähnt. Besonders die Deutung des Vogelfluges ist im Zusammenhang mit der Keltenwanderung nach Osten und Süden (Pannonien, Balkan, Italien) bei Diodor, Iustinus und Titus Livius ein immer wieder erwähnter Brauch. Cicero berichtet über seinen Klienten, den Galaterkönig Deiotaros, er habe nichts unternommen, ohne vorher den Vogelflug beobachten zu lassen, und er habe schon begonnene Reisen abgebrochen, wenn es ungünstige Zeichen gab. Strabon erzählt, in einem Hafen an der Atlantikküste habe es ein weitberühmtes Raben-Orakel gegeben, und der Pseudo-Plutarch erwähnt ebenfalls Raben als glückverheißendes Zeichen bei der Gründung von Lugudunum (Lyon). Die hohe Kenntnis der keltischen Druiden in der Sternkunde wird von allen antiken Autoren erwähnt, nur für Irland scheint dies eher nicht gegolten zu haben. Polybios (5,78,1) berichtet über eine Mondfinsternis während des Krieges zwischen den Königen Attalos I. und Achaios, worauf die keltischen Söldner den Weitermarsch verweigert hätten.

#### Nekromantie und Traumdeutung
Nekromantie (Totenbeschwörung) und Traumdeutung werden in einigen Hinweisen bezeugt, so bei Nikandros aus Kolophon über den keltischen Brauch, an Gräbern zu nächtigen und von den Verstorbenen Zukunftsdeutungen zu erlangen. In den inselkeltischen Sagen berichten wieder auferstandene Heroen, wie Fergus mac Róich in der Táin Bó Cuailnge (der „Rinderraub von Cooley“), oder mehrere Helden in Acallam na Senórach (der „Erzählung der Alten“) – hier handelt es sich jedoch nicht um Weissagungen, sondern um Berichte von mythischen „Zeitzeugen“ – über ihre Erlebnisse. Eine Traumoffenbarung wird durch Iustinus nach Pompeius Trogus tradiert: Der Keltenfürst Catumarandus habe die Belagerung Massilias (Marseille) wegen eines Traumes abgebrochen, in dem ihm eine Göttin erschienen sei und vor der Fortführung gewarnt habe. Von den Inselkelten ist im Tecosca Cormaic („Die Lehren Cormacs“) und im Togail Bruidne Da Derga („Die Zerstörung der Halle Da Dergas“) das Traumorakel mit Hilfe von rituellen Speisen und daraufhin folgendem Tiefschlaf überliefert. Auch in der Satire Breuddwyd Rhonabwy („Rhonabwys Traum“) wird der Held im Schlafe aus einer schmutzigen Herberge an den Königshof von Artus versetzt, wo er einen Blick in die Zukunft macht.
Die Dichter (filid) hatten bei ihrer Ausbildung verschiedene Wahrsagepraktiken zu lernen, darunter imbas forosna, teinm laída und díchetal do chennaib („das umfassende Wissen, das aufhellt“, „Eröffnung durch ein Lied“ und „improvisierte Anrufung“), die zum Teil mit Traumdeutung in Verbindung zu bringen sind. Imbas forosna, kymrisch awenydd, ist eine Weissagung durch Tieropferung, Fleischgenuss und Schlaf. Ähnlich sind das teinm laída und das díchetal do chennaib, beide allerdings ohne Tieropfer.

### Totenbrauchtum
Das keltische Grabbrauchtum zeigt eine deutliche Kontinuität bei der Benutzung vorhandener Nekropolen; so sind Stätten der Urnenfelderkultur und der darauf folgenden, älteren Hallstattkultur von den frühkeltischen Vertretern der Späthallstattkultur ohne Unterbrechung weiter benutzt worden. In der Nekropole von Pîtres-La Remise (Normandie) reicht dieser Zeitraum von der Spätlatènezeit bis in die Spätantike, im Archäologiepark Belginum bei Wederath im Hunsrück vom 4. Jahrhundert v. Chr. bis Ende des 4. Jahrhunderts n. Chr.

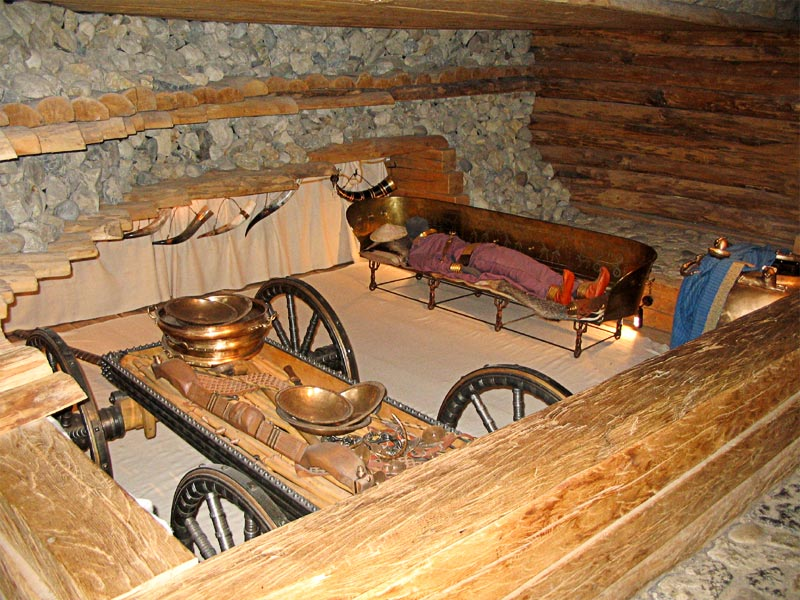
Fürstengrab von Hochdorf als Rekonstruktion

Die Riten bei Begräbnissen sind aus den archäologischen Funden nur schwer herauszulesen. Zerschlagene Tongefäße (Weinamphoren), Waffen und Gegenstände des täglichen Lebens als Grabbeigaben, sowie Hinweise auf Konservierung des Leichnams (ähnlich der Einbalsamierung von Kopftrophäen) deuten auf ein Zeremoniale bei der Grablegung hin. Eine offenbar beliebte Kostbarkeit als Beigabe war die Fischsauce garum aus der keltiberischen Provinz Baetica, die auch im Grab einer hochgestellten Trevererin („Dame von Goeblange-Nospelt“, Luxemburg) vorgefunden wurde. Bei Caesar (de bello Gallico VI,19,4.) ist über Feuerbestattung und Totenfolge zu lesen:

„Die Leichenbegängnisse sind im Vergleich zur Lebensweise der Gallier prunkvoll und aufwändig. Alles, von dem sie glauben, dass es den Lebenden am Herzen lag, werfen sie ins Feuer, selbst Lebewesen, und noch vor nicht allzulanger Zeit wurden Diener und Hörige, […] mit ihnen zusammen verbrannt.“

Diese Form der Leichenbestattung mit Totenfolge der Angehörigen durch Feuer wird auch bei Poseidonios und Diodor von Sizilien beschrieben. Die Totenfolge gab es nach archäologischen Funden auch manchmal bei Erdbegräbnissen.
In der inselkeltischen Sage werden ebenfalls Leichenfeiern beschrieben, so beispielsweise im Zweiten Zweig des Mabinogi, wo in Branwen ferch Llŷr („Branwen, die Tochter Llŷrs“) erzählt wird:

„Man machte ein viereckiges Grab für sie [Branwen] und bestattete sie dort am Ufer des Flusses Alaw.“

Religionsgeschichtlich ist bei Zitaten aus dem inselkeltischen Sagenschatz zu bedenken, dass die Autoren einerseits heidnische Riten unterdrückt, andrerseits christliches Brauchtum in die Vergangenheit rückprojiziert haben. So wird nach einem mittelirischen Text der Táin Bó Cuailnge („Der Rinderraub von Cooley“) der Krieger Etarcomol feierlich begraben und an seinem Grab ein Stein mit Oghamschrift aufgestellt. Die häufig erwähnten Totenklagen sind als gesichert anzunehmen, denn sie wurden bis in die Neuzeit hinein von kirchlichen Stellen verurteilt.

## Opfer
Opferhandlungen, also Mensch-, Tier- oder Sachopfer, waren ein wesentlicher Teil der Kulthandlungen. Allerdings wird er von den klassischen Autoren sehr allgemein beschrieben und die inselkeltischen mittelalterlichen Überlieferungen berichten kaum darüber. Einigermaßen gesichert sind nach dem Anlass der Opferzeremonien Bitt- und Dankopfer, Sühneopfer, Bauopfer und die schon erwähnte Totenfolge zu unterscheiden. Materiell sind die Opferhandlungen nach der Form der Opfergaben zu unterscheiden: Menschen, Tiere oder Sachwerte.

### Menschenopfer
Die Menschenopfer nehmen in den ethnographischen Berichten der Griechen und Römer den größten Raum ein, was jedoch kein Beweis für deren unverhältnismäßig hohen Anteil an den Opfern insgesamt ist, sondern lediglich das Interesse der Autoren an einem barbarischen Brauch widerspiegelt, den sie selbst einst pflegten. Von Sopatros von Paphos (4./3. Jahrhundert v. Chr.) über Poseidonios bis zu Cicero und Caesar sind dazu Äußerungen aufzufinden. Caesar schreibt dazu im bellum Gallicum (VI,16,1–5.):

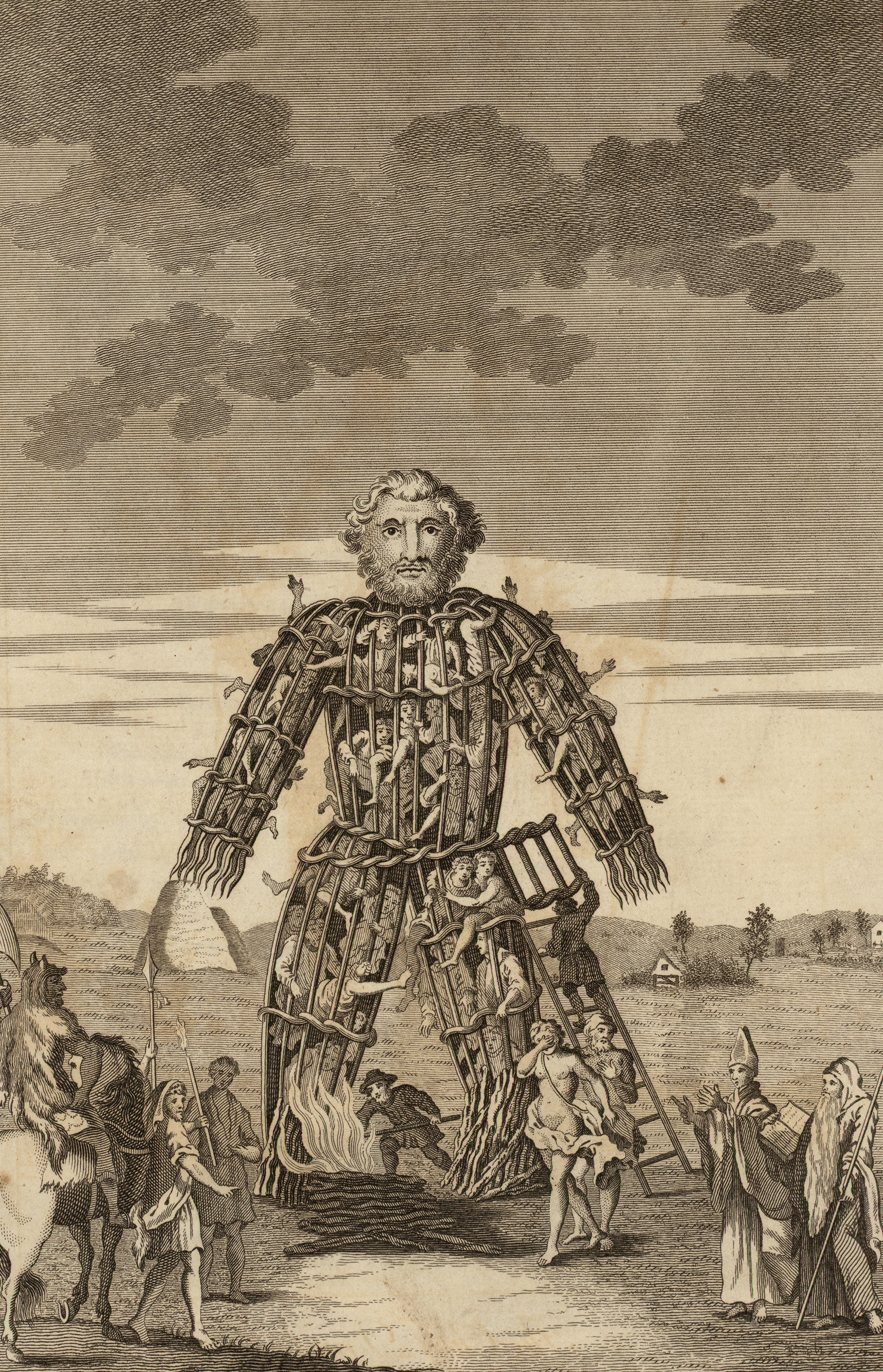
„Wicker man“, Gravierung (18. Jh.)

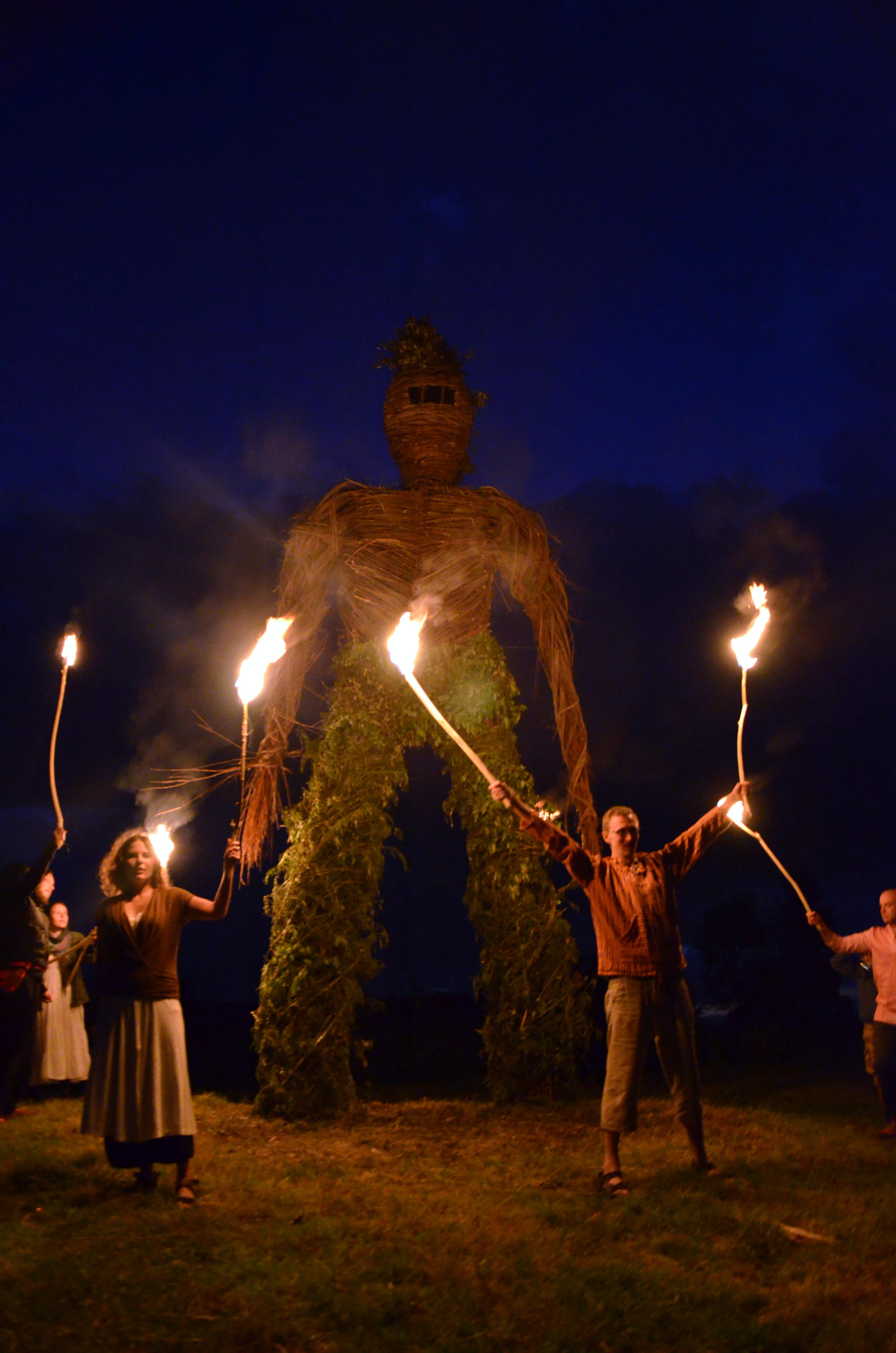
Die neuzeitliche Gepflogenheit: Wicker man-„Festfeuer“ bei den Beskiden (Jun. 2014)

„Das ganze Volk der Gallier ist in hohem Maße religiös, und deswegen bringen Leute, die an schweren Krankheiten leiden oder sich in Krieg und Gefahr befinden, Menschen als Opfer dar oder geloben, dies zu tun, wobei sie die Opfer von Druiden vollziehen lassen […]“

Er erwähnt auch an dieser Stelle den Brauch des Wicker man, bei dem ein aus Ruten geflochtenes riesiges Standbild (immani magnitudine simulacra) mit Menschen gefüllt und angezündet werde. Dieser fragwürdige Bericht geht möglicherweise auf eine Stelle bei Poseidonios zurück, die auch von Strabon (IV, 4,5) und Diodor (V, 32) zitiert wird. In den Berner Lukan-Scholien werden für die Götter Teutates, Esus und Taranis verschiedene Opferriten beschrieben. Die Opferung durch Versenken in einem Moor war offenbar sowohl auf dem Festland als auch im inselkeltischen Bereich gebräuchlich. Als Beispiele dafür könnten der Lindow-Mann aus England und der Old-Croghan-Mann aus Irland stehen, die beide deutliche Tötungsspuren zeigen, wenn auch hier eine saubere Trennung zwischen Opferung oder Hinrichtung schwerfällt. Auf die Opferung des Königs wird beim Sakralkönigtum eingegangen.

### Tieropfer
Tieropfer werden aus dem oben genannten Grund eher selten erwähnt, da sie in dieser Zeit einen selbstverständlichen Brauch darstellten, der den antiken Autoren deshalb kaum der Erwähnung wert schien. Hier sind die archäologischen Funde aus der Latènezeit (5.–1. Jahrhundert v. Chr.) eine ergiebigere Quelle. Die Kelten opferten hauptsächlich Haustiere, vor allem Rinder, Schafe, Schweine, Hunde und Pferde. Viele davon wurden nach der Opferung rituell verzehrt. Eine Einteilung, welche Tiere wann, auf welche Weise und wem geopfert wurden, beruht meist auf Spekulation, es sind sowohl im Zeithorizont der Grabungen als auch regional gewisse vor sich gehende Veränderungen feststellbar. So wurden im Heiligtum von Gournay-sur-Aronde anfangs meist Schafe und Schweine, später Schafe, Rinder und Hunde geopfert.

### Sachopfer
Die Sachopfer sind wiederum ausführlicher dokumentiert, bei Caesar ist folgender Absatz zu finden (de bello Gallico VI,17,3–5.):

„Wenn sie sich zum Kampfe entschlossen haben, geloben sie meistens ihm [dem Gott Mars] die Kriegsbeute. […] Bei vielen Stämmen kann man so an geweihten Stätten aus Beutegut errichtete Hügel sehen […]“

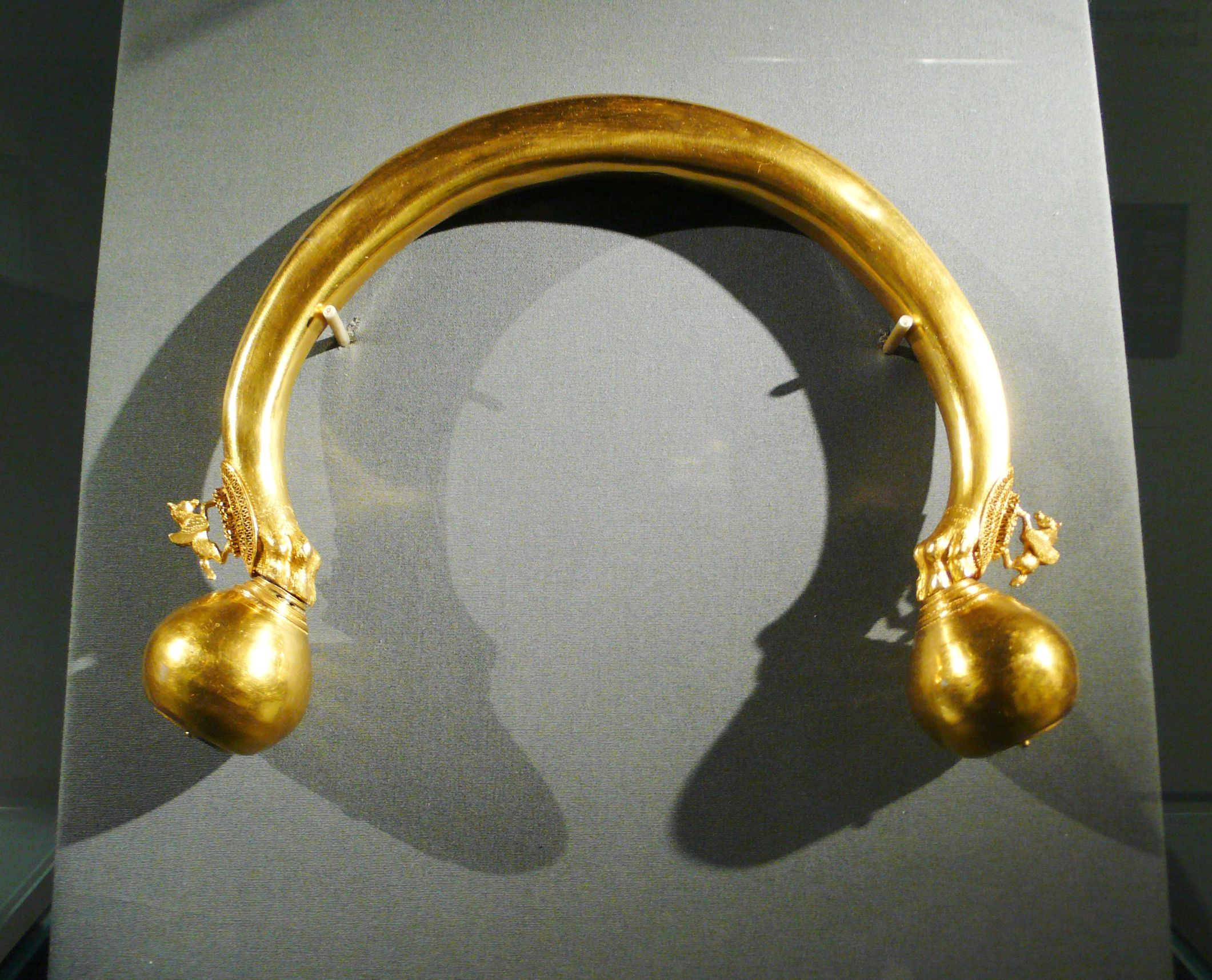
Goldener Torques aus Vix (Côte-d’Or)

Bei Sueton ist zu lesen, dass Caesar diese Opferanhäufungen gezielt plündern ließ und dadurch in Italien eine Goldschwemme hervorrief. Den Heilgottheiten wurden oft Miniaturplastiken der kranken Körperteile aus Terrakotta oder Wachs geopfert – ein Brauch, der bis heute noch an christlichen Wallfahrtsorten anzutreffen ist. Die Opfergaben wurden meist durch Zerschlagen, Zerbrechen oder Verbiegen für eine profane Verwendung unbrauchbar gemacht. Dass dabei Metallgegenstände, wie Waffen (in La Tène, Llyn Cerrig Bach und aus Gewässern in Süd-Britannien) sowie die oft goldenen Torques (Halsringe), den Großteil der gefundenen Artefakte ausmachen, ist auf das langsamere Verrotten im Vergleich zu Tuch, Wachs und Lebensmittel zurückzuführen. Gregor von Tours nennt bei seiner Beschreibung einer Opferzeremonie gerade diese letztgenannten als besonders häufige Donationen.

### Kopfkult
Die Schädelfaszination der Kelten, auch Schädelkult oder Schädelmystik genannt, ist einerseits auf religiöse Beweggründe zurückzuführen: Der Kopf steht als pars pro toto für den Menschen, der besiegt wurde oder den es zu ehren gilt; deshalb die Aufbewahrung an Kultorten wie Entremont oder Roquepertuse. Andererseits ist die Kopfjagd in der Schlacht ein Beweis für die Kampfkraft des Kriegers, wie Diodor beschreibt:

„Den gefallenen Feinden schlagen sie die Köpfe ab und hängen sie am Hals ihrer Pferde auf; die blutigen Waffen aber geben sie ihren Dienern und lassen sie als Beute unter Kriegsgeschrei und Triumphgesängen einhertragen.“

Die inselkeltischen Mythen behandeln dieses Thema ausführlich und geben der Enthauptung des Feindes und der Präparierung seines Schädels als Trophäe breiten Raum. Oft wird nur das Gehirn präpariert und aufbewahrt, wie in der Sage Cath Étair („Die Schlacht von Étar“) über den Kopf von Mes Gegra erzählt wird. Der siegreiche Held Conall Cernach befiehlt seinem Wagenlenker:

„So nimm das Gehirn heraus. Zerschneide es mit dem Schwert, dann mische Kalk darunter und forme einen Ball daraus.“

In allen diesen Fällen ist eine apotropäische Handlung, die Unheil abwenden und den Geist des Toten bannen soll, als zusätzliche Absicht des Aufbewahrers oder Stifters anzunehmen.
Auch der Kopf des walisischen Königs Bran der Gesegnete, der nach dem Mabinogion in Irland getötet und enthauptet wird, erfüllt einen ähnlichen Zweck: Seine Gefährten bestatten ihn im „Weißen Berg“ (Gwynvryn), wahrscheinlich dem ältesten Teil des Tower of London, mit dem Blick nach Osten, damit Britannien vor Feinden vom Festland geschützt werde.

## Kultpersonal
Die Vorstellung eines differenzierten Kultpersonals bei den Kelten ist zwar durch antike Autoren reichlich belegt, aber die archäologischen Funde dazu sind dürftiger und mehr als indirekte Hinweise zu sehen. Damit ist gemeint, dass die aufgefundenen großen Kultstätten ein entsprechendes Kultpersonal benötigt haben müssen. Strabon nennt die drei Stände der Kultoffizianten:

„Bei allen [Galliern] gibt es drei Stände, die besonderes Ansehen genießen, die Barden, die Vaten und die Druiden. Die Barden sind Sänger und Dichter, die Vaten Priester und Naturphilosophen, und die Druiden beschäftigen sich mit Natur- und Moralphilosophie.“

Die drei Klassen werden latinisiert druides (Druiden), vātes (Seher) und bardi (Dichter, Barden) genannt. Im vorchristlichen Irland sind die entsprechenden Bezeichnungen druïd, fáithi und baird, in Wales (kymrische Sprache) dryw oder derwydd, dewin und bard oder awenydd.

### Druiden
Diogenes Laertios (vermutlich 3. Jh. n. Chr.) berichtet in seinem Werk Über Leben und Lehren berühmter Philosophen (altgriechisch: φιλοσόφων βίων καὶ δογμάτων συναγωγή) von der Theorie, die Philosophie habe bei den Barbaren ihren Anfang genommen. Er erwähnt die Magier der Perser, der Chaldäer, der Babylonier und der Assyrer, die Gymnosophisten der Inder und die Druiden der Kelten. Nach Pseudo-Aristoteles und Sotion von Alexandria waren die Druiden und ihre Funktion schon seit dem 2. Jahrhundert v. Chr. bekannt. Diodor von Sizilien beschreibt sie als hochverehrte Theologen und Philosophen:

„Es ist Sitte bei ihnen [den Kelten], kein Opfer ohne einen Philosophen zu verrichten, denn es heißt, man müsse den Göttern Dankopfer darbringen mit Hilfe von Personen, die des göttlichen Wesens kundig seien und gleichsam dieselbe Sprache sprächen.“

In vier gallischen Weiheinschriften aus Le Puy-en-Velay (Département Haute-Loire), Autun und Mâcon (beide Département Saône-et-Loire) trägt der oberste Druide Galliens den Titel Gutuater („Vater des Anrufes“). Dieser Name leitet sich ab von der Indogermanischen Wortwurzel *ĝhu-, gutu-, air. guth („Stimme“) sowie -ater, -athir („Vater“, vom lateinischen pater mit keltischem p-Verlust). Seine ursprüngliche Aufgabe war vermutlich die Anrufung des zum Opfer herbeizurufenden Gottes. Bei Caesar (de bello Gallico, VIII,38,3.) wird diese Bezeichnung für den Anstifter des Krieges gegen die Römer im Zusammenhang mit seiner Hinrichtung genannt, möglicherweise meinte er damit dessen Eigennamen.
In den irischen Sagen wird überliefert, dass ein Krieger in der Königshalle erst sprechen durfte, wenn vor ihm der König und vor diesem drei Druiden das Wort ergriffen hatten. Sualtam, der Vater Cú Chulainns, missachtet in einer für Ulster sehr gefährlichen Situation diese Vorschrift (geis), um seine Landsleute zu warnen, und soll deswegen sofort hingerichtet werden. Auf seiner Flucht davor kommt er durch einen Sturz zu Tode.
Die Druiden hatten ihr weibliches Pendant in den Druidinnen, die seit dem keltischen Altertum durch Überlieferungen bezeugt sind und besonders in der römischen Kaiserzeit (unter den Bezeichnungen dryadae und druidas) vor allem als Seherinnen genannt werden. Ihre Hauptaufgabe dürfte stets die Mantik gewesen sein. Prophezeiungen solcher Druidinnen für die römischen Kaiser Severus Alexander, Diokletian und Aurelian sind im Sammelwerk Scriptores historiae Augustae tradiert, das angeblich von sechs sonst nicht bekannten römischen Autoren geschrieben wurde.

### Vates
Die Vates („Seher“) sind Wahrsager, die ähnlich den Druiden eine Ausbildung mit ausschließlich mündlicher Weitergabe des tradierten Wissens zu durchlaufen hatten. Ihre Aufgaben überschnitten sich mit denen der Druiden und Barden, wobei sie nach Auskunft antiker Autoren eine Mittelstellung innehatten.

### Filid
Die Filid („Dichter“ oder „Barden“) sind die dritte Gruppe des Kultpersonals, auch bei ihnen gibt es eine Aufgabenteilung mit den Druiden und Vates, vor allem nach Beseitigung des Druidentums durch die christlichen Mönche und Priester. Wie die Druiden oder Vates konnten sie den künftigen Herrscher durch Mantik erkennen, sie besaßen umfassendes Wissen, Heilkraft und magische Fähigkeiten, wie die Kraft der Verfluchung (altirisch glám dícenn). In der irischen Sage Immacallam in dá Thuarad („Die Unterredung der beiden Weisen“) wird ein Wettstreit zweier filid vor dem König um den Titel des obersten Dichters Irlands (ollam) beschrieben. Das Buch Auraicept na nÉces („Leitfaden für den gelehrten Dichter“) ist eine Sammlung von Regeln für Grammatik und Metrik, die ein fili zu beherrschen hatte.

## Sakralkönigtum
Die keltische Gesellschaft war streng hierarchisch geordnet. Daher nimmt die Forschung eine religiöse Grundlage dieses Systems an. Nach einigen Keltologen gab es ursprünglich ein Priesterkönigtum, das sich später in weltliche (König) und geistliche (Druide) Herrscher teilte. In Gallien war zu Caesars Zeit das Königtum bei den keltischen Stämmen großteils durch das Regierungssystem des Vergobret (gewählter Amtsinhaber) ersetzt worden, deshalb ist das vermutlich ursprüngliche Sakralkönigtum (Gottkönig) vor allem in den irischen Sagen überliefert. Da dieses Sakralkönigtum der Angelpunkt der sozialen Ordnung des Stammes war, sah man den König als dessen Personifizierung an und ein Makel in der Amtsführung oder an seiner Person galt als verantwortlich für jedes Unheil, das sein Herrschaftsgebiet betraf. Darum war die „Gerechtigkeit des Königs“ (fír flathemon) unabdingbar. Der Sakralkönig erhielt in Irland seine Legitimation durch eine mythische Weissagung der filid, die ihn als neuen Herrscher prophezeite (tarb-feis, der „Stierschlaf“, das Erkennen des neuen Königs durch einen Traum in Trance.). Weitere Kennzeichen waren der Schrei des Steines von Fál (Lia Fáil) und das Auseinanderweichen der beiden Steine blocc und bluigne in Tara.
Ein wesentlicher Punkt seiner Amtseinführung war auch die „Heilige Hochzeit“ (griechisch ιερός γάμος, Hieròs gámos; altirisch banais rígi). Diese Zeremonie symbolisierte die Einsetzung eines Königs durch seine Hochzeit mit einer meist lokalen Göttin oder mit der Personifikation des Landes. In Tara wurde deshalb bei der Neueinsetzung eines Königs das feis temhra („Hochzeitsfest von Tara“, von indogerm. *h2ṷes- „beiwohnen, beischlafen“), auch banais rígi („Hochzeitsfest des Königs“) genannt, feierlich begangen. Dies konnte eine symbolische Zeremonie, die Verbindung mit der Priesterin der Landesgöttin, mit einer realen Königin, aber angeblich auch mit einem weiblichen Tier sein; erst danach wurde der König als solcher anerkannt. Cormac mac Airt war durch seine Verbindung mit Medb, die hier als Herrschaftsgöttin Irlands gesehen wird, ausersehen, Hochkönig zu sein.

„Solange Medb nicht mit ihm geschlafen hatte, war Cormac nicht König von Irland.“

Giraldus Cambrensis schreibt 1185 in seiner Topographia Hibernica über eine Königsinauguration in Nordirland:

„Es gibt einen Stamm, der sich durch einen barbarischen und verabscheuungswürdigen Ritus seinen König folgendermaßen zu erwählen pflegt: Nachdem man die gesamte Bevölkerung jenes Landstrichs [Nord-Ulster] an einem Orte versammelt hat, wird eine weiße Stute in die Mitte geführt. An sie tritt jener, der weniger zu einem Fürsten als zu einem Vieh, weniger zu einem König als zu einem Gesetzlosen erhöht werden soll, nach viehischer Weise vor aller Augen voran und zeigt sich auch selbst sittenlos wie sinnlos als ein Vieh. […] Wenn all dies – nach dem Ritus, nicht nach dem Recht erfüllt worden ist, so ist sein Königtum und seine Herrschaft gesichert.“

Giraldus wähnte die Iren allerdings auf einer sehr niedrigen Zivilisationsstufe, ein „Volk, das von den Tieren und wie die Tiere lebt“ (gens ex bestiis solum et bestialiter vivens), so dass diese Schilderung heute als Ausdruck seiner Verachtung für „Barbaren“ gesehen und eher bezweifelt wird. Eine Rekonstruktion der „Heiligen Hochzeit“ aus den erhaltenen Mythen ist im Hinblick auf die Vermischung heidnischer, christlicher und klassischer Traditionen mit großer Vorsicht zu sehen.
Nach Jan de Vries war die gewaltsame Tötung des Sakralkönigs am Ende seiner Herrschaft eine Opfergabe für das Gedeihen des Landes. Bei Athenaios (Deipnosophistai VI, 40) wird Polybios zitiert, der von einer rituellen Tötung eines keltischen Herrschers berichtet, dem am Ende einer Feier zeremoniell die Kehle durchgeschnitten wird.

## Rezeption im Neopaganismus
Die lückenhafte Quellenlage der keltischen Religion begünstigt eine spekulative und fantasievolle Interpretation im Neopaganismus (Neuheidentum) und seinen Versionen Keltischer Neopaganismus, Neuzeitliches Druidentum, dem anti-patriarchalischen Wicca-Kult und anderen. Auch Autoren wie James Macpherson („Ossian“), Iolo Morganwg („Barddas“) und in neuerer Zeit Robert Graves („Die weiße Göttin“) oder Ingeborg Clarus („Keltische Mythen“) haben durch ihre Werke dazu beigetragen. Eine den oben genannten Kapiteln entsprechende Einteilung kann auch zum Teil in den neopaganen Theorien gefunden werden.
Heilige Orte

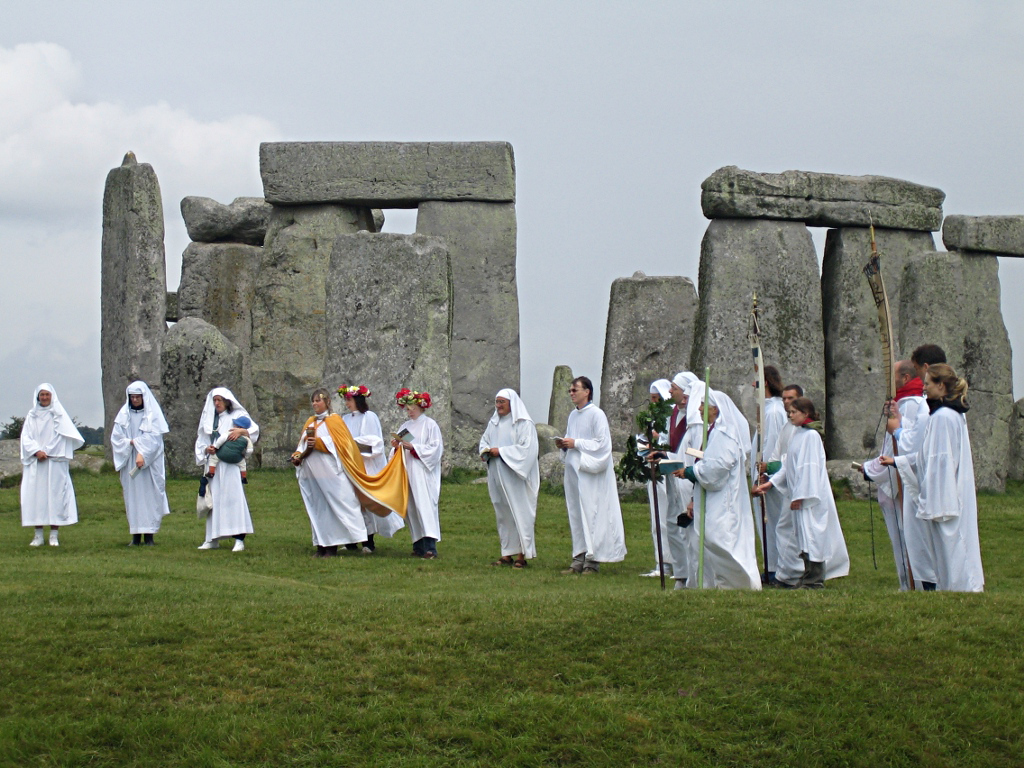
Neuzeitliche Druiden bei Stonehenge

Mangels erhaltener spektakulärer keltischer Sakralbauten werden besonders Objekte der jungsteinzeitlichen Megalithkultur als Orte für neopagane, vor allem neudruidische Zeremonien verwendet (Dolmen, Menhire, Steinkreise wie Stonehenge oder Avebury) sowie Naturdenkmäler wie die Externsteine im Teutoburger Wald.
Heilige Zeit

Aus den rudimentär belegten vier Hauptfesten „Samhain“, „Imbolg“, „Beltane“ und „Lughnasadh“ sowie Interpretationen des „Kalenders von Coligny“ entwickelte sich das esoterische System des Keltischen Jahreskreises, des Keltischen Baumhoroskopes und des Baumkalenders.
Mantik

Das „Coelbren“ von Iolo Morganwg sowie das „Druiden-Tarot“ dienen neben anderen Praktiken der Weissagung.
Opfer

Ein neudruidisches Menschenopfer brachte 1893 William Price aus Llantrisant, der sich gemeinsam mit seinem kleinen Sohn Iesu Crist in selbst erfundenen Druidenkostümen verbrannte. 1992 versuchte der österreichische Neudruide Stephan D., der einem Kreis um den Melker „Druiden Raborne“ angehörte, seinen 8 Monate alten Sohn auf einem „Opferstein“ im Waldviertel (Niederösterreich) durch Messerstiche zu opfern (Tageszeitung Kurier vom 11. November 1992).
Bilder von William Price in seinem „Druidengewand“ sowie des „Opfersteines“ vom Waldviertel und des damaligen gerichtlichen Lokalaugenscheins sind im Werk „Kelten – Bilder ihrer Kultur“ zu sehen.
Kultpersonal

Die Druiden sind im neopaganen Neudruidentum ein wichtiger Faktor als Träger des Zeremoniales und der Mantik. Einen anderen Weg beschreitet die International Grand Lodge of Druidism, die nichts mit den religiösen Aufgaben der keltischen Druiden zu tun hat.